# The Best of Mandy Moore
The Best of Mandy Moore —en español: Lo Mejor de Mandy Moore— es el primer álbum grandes éxitos de la cantante estadounidense Mandy Moore, el cual fue lanzado por el sello Epic Records el martes 16 de noviembre de 2004 en los Estados Unidos.
The Best of Mandy Moore reúne a los principales sencillos de los cuatro primeros álbumes de estudio de Mandy Moore: So Real, I Wanna Be With You, Mandy Moore e Coverage; dentro de los cuales se incluye a tres de éxito a nivel mundial: «Candy», «I Wanna Be With You» y «In My Pocket». Además de dichos sencillos, The Best of Mandy Moore incluye a dos canciones, las cuales son «Top Of The World» y «Only Hope».
Para el lanzamiento del álbum recopilatorio no se realizó ningún tipo de promoción, razón por la que cual el álbum solo alcanzó la posición N.º 148 Billboard 200. De acuerdo a Nielsen SoundScan, The Best of Mandy Moore ha vendido más 104 mil copias en Estados Unidos.

## Antecedentes
Para el año 2003, comenzó a trabajar en cuarto álbum de estudio, reveló más tarde a ser un álbum de covers titulado Coverage. El álbum consistía en canciones lanzadas a través de la década de 1970-1980. Debido a las diferencias de creatividad entre Moore y Epic Records, deciden separarse. Sin embargo Moore todavía tenía un contrato por tres álbumes más, poco después los ejecutivos del sello decidieron lanzar The Best of Mandy Moore, el primer recopilatorio de la carrera de Mandy y el primero de tres álbumes grandes éxitos por lanzar. Al Moore enterarse estaba disgustado debido a que esta álbum, al igual que Candy contó con canciones de sus dos primeros discos, desde que renegó de ese período de su carrera. 

## Composición
La primera pista, es «Candy», el primer sencillo de su álbum debut So Real (1999). Esta canción se un ejemplo clásico de una canción pop adolescente de finales de década de 90s. La canción fue escrita, compuesta y producida por Denise Rich , David Katz , Kleiman Denny, Jive Jones, Tony Battaglia y Fisher Shaun. La siguiente canción es «Walk Me Home» es una balada pop, escrita por Tony Battaglia y Shaun Fisher. El tema fue todo un fracaso en comparación con su sencillo anterior. En noviembre de 2000 alcanzó la posición N.º 38 en Billboard Pop Songs. La tercera pista es «So Real» es una canción dance pop, su composición sigue una fórmula simple e infunde instrumentos sintetizados inquietos, cuyos sonidos son similares a «Candy». Según una partitura publicada por Universal Music Publishing Group en Musicnotes.com, la canción está compuesta en la tonalidad do menor y contiene un tempo dance moderadamente lento de 92 pulsaciones por minuto. La canción fue lanzado como su segundo sencillo del álbum en Australia, Europa y Asia. «So Real» se convirtió en la segunda canción en entrar a las listas musicales australianas, el sencillo obtuvo un éxito moderado llegando a la posición número veintiuno. El cuarto tema es «I Wanna Be With You» es una balada con elementos del teen pop. Está compuesta en la tonalidad re mayor y presenta un compás de 4/4, con un tempo moderadamente lento de 88 pulsaciones por minuto. El registro vocal de Moore se extiende sobre más de una octava, desde la nota fa sostenidor mayor3 hasta la nota si4.
La siguiente pista es «In My Pocket» fue escrita por los letristas Randall Barlow, Emilio Estefan, Liza Quintana, Gian Marco Zignago y Kenny Gioia, Shep Goodman, James Renald. La canción tiene un sonido un poco más maduro en comparación con los sencillo anteriores de Moore y fue un enfoque totalmente diferente para ella como artista en el momento. «In My Pocket» tiene un sonido rhythm and blues con elementos turkish un toque de música techno. La sexta canción es «Crush» fue escrita y producida, en el año 2001, por Kenny Gioia, Shep Goodman, James Renald.  La letra de «Crush» narra cómo una chica tiene temor y a la misma vez siento locura al sentirse amada. «Crush» está construida en el formato verso-estribillo. «Cry» la séptima canción del álbum, fue escrita y producida por James Renald. La letra de una historia de una chica que primero pensó que su amante a ser insensible, hasta que un día lo vi llorar. «Cry» es una balada, creada sobre la base de acordes sofisticados y a surcos sonoros más nítidos. La octava canción es «Only Hope» un tema utilizado en la banda sonora de la película A Walk to Remember, la canción es una balada pop muy ligera, este tema originalmente fue incluido en el álbum New Way to Be Human de la banda Switchfoot. La novena canción es «Have a Little Faith in Me» es una versión de Moore producido por John Fields de la canción original que popularizó a John Hiatt. La letra de «Have a Little Faith in Me» narra cómo persona pide al tiempo que tenga fe en ella; la estructura musical de la canción es una balada pop, donde Moore puede presumir de su voz. La próxima pista es «Can We Still Be Friends» es una versión del cantante Todd Rundgren. La letra describe una relación a la que Rundgren y la mujer con la que está cantando han dado un gran esfuerzo, pero simplemente no puede funcionar. Rundgren lo explica, pero quiere participar de manera amistosa, preguntando varias veces si él y su pareja puede "seguir siendo amigos". La siguiente canción es «Senses Working Overtime» una versión de XTC lanzado en 1982. «I Feel the Earth Move» es un cover escrito y grabado por la cantante pop y compositora Carole King. «Top of the World» es una canción pop, la cual fue grabada para la banda sonora de Stuart Little 2 en 2003. La última canción del álbum es «Secret Love» un cover Doris Day, Moore grabó el tema para la banda sonora de la película Mona Lisa Smile.

## Recepción

### Críticas
El álbum recibió críticas generalmente positivas de los críticos Allmusic escritor Stephen Thomas Erlewine dijo:
De todos las grandes estrellas del pop adolescente que corrieron salvaje en el cambio de milenio, Mandy Moore fue tal vez la de menos éxito, si está juzgado simplemente en términos de éxito en las listas. Britney Spears, Christina Aguilera y Jessica Simpson ciertamente acumuló más éxitos. The Best of Mandy Moore fue lanzado como el último álbum de Moore bajo el sello Epic Records, cabe descartar que álbum de grandes éxitos Greatest Hits: My Prerogative de Britney Spears fue lanzado poca semanas antes de este recopilatorio viera la luz. Entonces ¿Por muchas personas prefieren oír a Spears en vez a Moore? Bueno, parte de esto se debe al hecho de que Mandy es simplemente un cantante mejor que Britney. Tal vez ella no tiene bastante como mucho carisma como Spears, pero puede llevar una melodía y su voz no rallar en el transcurso de un álbum de 14 canciones como la manera de Britney puede. Y si bien no hay solteros knock-out aquí, aunque su mayor éxito, «Crush», se acerca hay una mayor variedad musical, y el cronológico orden de marcha, hace hincapié en que Mandy Moore está creciendo como cantante y artista de grabación, cada vez mejor con cada subsiguiente álbum en lugar de estancarse como muchos de sus compañeros. Como resultado, este resulta ser uno de los artefactos mejores del boom pop adolescente como un álbum, es más fuerte y más agradable que casi cualquier otro registro teen pop de su época, y por el momento todo ha terminado, usted es curioso acerca de dónde va a ir la próxima Moore.

### Comercio
El álbum no ha recibido ninguna promoción o participación de Moore, no fue lanzado en todo el mundo solo en Estados Unidos, sin embargo en la actualidad el álbum puede ser descargado en cualquier país a través de itunes. The Best of Mandy Moore debutó en la posición n.º 148 en Billboard 200 vendiendo hasta ahora 104 mil copias.

## Listado de temas
| N.º | Título                                                 | Escritor(es)                                                      | Producer(s)                              | Duración |  |
| 1.  | «Candy» (from So Real, 1999)                           | Denise Rich, Dave Katz, Denny Kleiman                             | Jive Jones, Tony Battaglia, Shaun Fisher | 3:54     |  |
| 2.  | «Walk Me Home» (from So Real, 1999)                    | Tony Battaglia, Shaun Fisher, Wasabees                            | Tony Battaglia, Shaun Fisher             | 4:22     |  |
| 3.  | «So Real» (from So Real, 2000)                         | Tony Battaglia, Shaun Fisher, Wasabees                            |                                          | 3:50     |  |
| 4.  | «I Wanna Be With You» (from I Wanna Be With You, 2000) | Shelly Peiken, Tiffany Arbuckle, Keith Thomas                     | Keith Thomas                             | 4:13     |  |
| 5.  | «In My Pocket» (from Mandy Moore, 2001)                | Randall Barlow, Emilio Estefan, Liza Quintana, Gian Marco Zignago | Kenny Gioia, Shep Goodman, James Renald  | 3:39     |  |
| 6.  | «Crush» (from, Mandy Moore, 2001)                      | Kenny Gioia, Shep Goodman                                         | Kenny Gioia, Shep Goodman, James Renald  | 3:42     |  |
| 7.  | «Cry» (from Mandy Moore, 2001)                         | James Renald                                                      | James Renald                             | 3:43     |  |
| 8.  | «Only Hope» (new single, 2002)                         | Jonathan Foreman                                                  | Jon Foreman                              | 3:54     |  |
| 9.  | «Have a Little Faith in Me» (from Coverage, 2003)      | John Hiatt                                                        | John Fields                              | 4:04     |  |
| 10. | «Can We Still Be Friends» (from Coverage, 2003)        | Todd Rundgren                                                     | John Fields                              | 3:38     |  |
| 11. | «Senses Working Overtime»                              | Andy Partridge                                                    | John Fields                              | 4:08     |  |
| 12. | «I Feel the Earth Move»                                | Carole King                                                       | John Fields                              | 3:08     |  |
| 13. | «Top of the World» (new single, 2003)                  | Jeff Cohen, Leah Haywood                                          |                                          | 3:23     |  |
| 14. | «Secret Love»                                          | Sammy Fain, Paul Webster                                          |                                          | 3:40     |  |

## Best Of Mandy Moore DVD
The Best of Mandy Moore (DVD) es el segundo DVD de la cantante pop Mandy Moore, que fue lanzado el 16 de noviembre de 2004.

### Formato
- Formato: Color, NTSC
- Lenguaje: Inglés
- Aspect Ratio: 1.33:1

### Plus Music Videos
1. "Candy"
2. "Walk Me Home"
3. "So Real"
4. "I Wanna Be With You"
5. "In My Pocket"
6. "Crush"
7. "Cry"
8. "Have a Little Faith in Me"

- Live from AOL Sessions

1. "Moonshadow"
2. "Senses Working Overtime"
3. "Drop the Pilot"
4. "Have a Little Faith in Me"